# Manaria Friends
Manaria Friends (яп. マナリアフレンズ Манариа Фурэндзу, Друзья из Манарии), ранее Rage of Bahamut: Manaria Friends (яп. 神撃のバハムート マナリアフレンズ Shingeki no Bahamūto Manaria Furenzu) — аниме-сериал 2019 года, снятый на студии CygamesPictures. В основе аниме лежит эвент из социальной игры для смартфонов Rage of Bahamut.
Изначально аниме планировалось к выпуску в 2016 году, но позже было перенесено на 2019 год. Аниме было лицензировано по всему миру кроме Азии компанией Sentai Filmworks.

## Сюжет
«Мистерия» — это престижная магическая школа, которая обучает магии без дискриминации трёх фракций (людей, богов, демонов), которые обычно сражаются друг с другом. Двое из студентов академии — Анна, принцесса и почётная ученица, и Грэя, принцесса, рождённая от дракона и человека.

## Персонажи
| Персонажи | Озвучивание     |
| --------- | --------------- |
| Анна      | Ёко Хикаса      |
| Ханна     | Нана Мидзуки    |
| Грэя      | Аяка Фукухара   |
| Оуэн      | Ватару Хатано   |
| Лу        | Кимико Кояма    |
| Миранда   | Кикуко Иноэ     |
| Уилльям   | Юма Утида       |
| Поко      | Тихару Савасиро |
| Хэйнлейн  | Хироси Нака     |
| Поппи     | Линн            |

## Медиа

### Производство
Первоначально проект был назван Rage of Bahamut: Manaria Friends, произведение является адаптацией события «Академия мистерий» или «Manaria Mahō Gakuin» в социальной игре «Rage of Bahamut» и не связана со вторым сезоном «Rage of Bahamut», который также был адаптирован по мобильной игре. Позже Cygames объявили об адаптации в августе 2015 года. Первоначально сериал был спланирован Такафуми Хосикавой совместно со анимацинной студией Studio Hibari. Мэгуми Исихара должна была создать дизайн персонажей для экранизации сериала и должна была главным режиссёром анимации. Также изначально в проекте был задействован художественный руководитель Кэнъити Курата, а музыку должен был отвечать Такаси Ватанабэ. Однако, 8 марта 2016 года весь персонал сериала был отстранён от должности из-за самой Cygames, которая была крайне недовольна проектом. Однако 2 октября 2018 года было объявлено, что сериал будет выпущен под названием «Друзья Манарии», созданный подразделением CygamesPictures. Кроме того, новыми создателями стали Хидэки Окамото — режиссёр, Сатоко Сэкинэ написал сценарии, а Минами Йосида отвечала за дизайн персонажей, а Такаси Ватанабэ сочинил музыкальное сопровождение. Также новые создатели аниме и компания Cygames, извинились перед фанатами и зрителями, заявив, что сериал категорически не будет иметь крайне ничего общего со вселенной Бахамута.

### Трансляция и выпуск
Сериал должен был выйти в эфир в рамках программы Super Super Anime Time в виде короткометражного аниме от Ultra Super Pictures, наряду с сериалом Space Patrol Luluco и вторым сезоном Kagewani. Премьера состоялась 1 апреля 2016 года и была показана на Tokyo MX, BS11 и AT-X. Однако 8 марта 2016 года было объявлено, что трансляция сериала была отменена до дальнейшего уведомления, и её слот в блоке Super Super Anime Time был заполнен ретрансляцией сериала 2014 года Puchim @ s !! Petit Petit Idolm @ ster, а также выход франшизы The Idolmaster. После того как сотрудники были уволены. Новая премьера состоялась 20 января 2019 года.

#### Список серий
| 1 | «Анна и Грэя» транслит..: «Эн ту Гурэя» (ориг..: アンとグレア)                 | 20 января 2019  |
| Анна и Грэя болтают во время школьного завтрака, когда инцидент в библиотеке вынуждает Анну оставить ее и попытаться всё исправить.                                            |                                                                                |                 |
| 2 | «Агония из Грэи» транслит..: «Тацуки Модаэру» (ориг..: 竜姫悶える)             | 27 января 2019  |
| У Греи внезапно поднимается высокая температура, и Анна просматривает «запрещенные» архивы библиотеки, пытаясь найти способ её вылечить.                                       |                                                                                |                 |
| 3 | «Праздник принцессы» транслит..: «Химэсама но Кидзицу» (ориг..: 姫様の休日)    | 3 февраля 2019  |
| Анна проводят день, делая покупки в городе. |                                                                                |                 |
| 4 | «Время Теста» транслит..: «Сикэн Кикан» (ориг..: 試験期間)                     | 10 февраля 2019 |
| Наступило время экзаменов в школе, и, когда все учатся, Анна не так много времени проводит с Греей.                                                                            |                                                                                |                 |
| 5 | «Нижняя Академия» транслит..: «Гакуин Канраку» (ориг..: 学院陥落)              | 17 февраля 2019 |
| Монстры внезапно нападают на школу изнутри, и Анна пробирается внутрь, чтобы найти и спасти Грею.                                                                              |                                                                                |                 |
| 6 | «Плавающие в море» транслит..: «Уминиуку» (ориг..: 海に浮く)                   | 24 февраля 2019 |
| В то время как остальная часть класса весело проводит время на пляже, Анна и Грэя отправляются в собственное приключение.                                                      |                                                                                |                 |
| 7 | «Прятки» транслит..: «Какурэнбо» (ориг..: かくれんぼ)                          | 3 марта 2019    |
| Анна и Грэя работают в библиотеке, и, чтобы скоротать время, они решают сыграть в игру прятки.                                                                                 |                                                                                |                 |
| 8 | «Конфиденциально за кулисами» транслит..: «Мацури Энно:ура» (ориг..: 祭演の裏) | 10 марта 2019   |
| Школьная пьеса вот-вот начнется, когда у Греи начнется боязнь сцены, и Анна должна её успокоить.                                                                               |                                                                                |                 |
| 9 | «Ломтик жизни Кусочек жизни» транслит..: «Арухи…» (ориг..: 或る日…)            | 17 марта 2019   |
| 10 | Обещание пары «Футариносии» (ふたりの誓い)                                     | 24 марта 2019   |
| Летние каникулы вот-вот начнутся, и, когда почти все ушли из школы на каникулы, Греа понимает, что Анна и она скоро закончат обучение и у них осталось совсем немного времени. |                                                                                |                 |